# Wálter Quesada
Wálter Enrique Quesada Cordero (Guadalupe, Cartago, 9 de mayo de 1970) es un exárbitro de fútbol que participó en la Primera División de Costa Rica. Se convirtió en árbitro FIFA en 2001 y fue uno de los silbateros más experimentados en Centroamérica, con una carrera de 28 años.

## Trayectoria
Es el quinto de siete hermanos y es casado a partir del 20 de febrero de 1993 con Maritza Montero Cordero. Cursó su primaria en la Escuela Carlos Peralta Echeverría en Guadalupe de Cartago, Colegio Elías Leiva Quirós, Tejar de El Guarco hasta el tercer año. Pasó posteriormente al COVAO para graduarse como técnico medio en mecánica automotriz y bachiller. Luego al Colegio Universitario de Cartago, para obtener el técnico en Administración de Empresas y concluyó en la Universidad Florencio del Castillo como bachiller y licenciado en Contaduría Pública.
Árbitro desde mayo de 1989 de canchas abiertas, donde se graduó en diciembre de ese año en ACAF Cartago, pasando luego a dirigir encuentros de segunda "B" (actualmente LINAFA), liga de fuerzas básicas y ascenso. Fue parte de la máxima categoría costarricense en 429 compromisos, dirigiendo veintidós clásicos entre Saprissa y Alajuelense y veinte finales (nueve de manera consecutiva) como eventos históricos. El 9 de mayo de 2017 (mismo día de su cumpleaños), anunció su retiro definitivo a la edad de 47 años.
Fue asignado en 2001 como uno de los árbitros de fútbol de Costa Rica que tenían derecho a llevar a cabo los partidos de fútbol internacionales. El 30 de octubre de 2003, se desarrolló su primer encuentro internacional de clubes, de la Copa Interclubes UNCAF entre el San Salvador F.C. contra el C.D. Árabe Unido, que terminó en empate 1-1. Quesada repartió tres tarjetas amarillas. En la Copa de Campeones de la Concacaf, Wálter estuvo activo desde 2003 hasta la abolición de la Copa en 2008, principalmente en la fase de clasificación. El torneo fue reemplazado por la Liga de Campeones de la CONCACAF; en la primera edición apareció por primera vez y él dirigió los próximos tres partidos de grupo y un cuarto de final. En la edición de la temporada 2009/10, arbitró un partido de clasificación, dos partidos de grupo y el partido de ida de los cuartos de final entre C.D. Marathon y Pumas UNAM el 10 de marzo de 2010. El encuentro terminó en victoria 2-0 para Marathón. Una semana después, Pumas ganó con marcador de 1-6 y clasificando a las semifinales. Además de dirigir la Liga de Campeones, apareció en la SuperLiga Norteamericana que existió entre 2007 y 2010. En la última edición, fue nombrado a las semifinales, el 5 de agosto entre Houston Dynamo y Monarcas Morelia, donde ganó el club mexicano 0-1. Un mes más tarde, Monarcas también ganó la final, que fue dirigido por el guatemalteco Carlos Batres.
El 29 de marzo de 2003, dos años después de su nombramiento como árbitro de la FIFA, Quesada dirigió su primer partido internacional. Fue designado como árbitro para el partido amistoso entre Costa Rica y Paraguay. El equipo Tico ganó con resultado de 2-1, con goles de Winston Parks y Try Benneth, y uno de Julio César Cáceres. Aunque inusual, no es raro que un árbitro FIFA dirija un partido de su propio país; algunos que lo han hecho fueron Ravshan Irmatov (Uzbekistán, seis veces), Pedro Ramos (Ecuador, cuatro veces), John Pitti y Roberto Moreno Salazar (de Panamá), Janny Sikazwe (Zambia), Bernard Camille (Seychelles), Abdulrahman Abdou (Catar), Arumughan Rowan (India) y Peter O'Leary (Nueva Zelanda). Quesada condujo a su segundo partido internacional (y el primero bajo los auspicios directos de la FIFA), casi un año después, el 14 de marzo de 2004, en el torneo de clasificación para la Copa Mundial de 2006 entre Guyana y Granada (1-3). En julio de 2005, la CONCACAF nombró a Wálter Quesada para arbitrar la Copa de Oro de 2005. Fue asignado a un partido de veinticinco, precisamente en el encuentro del 13 de julio entre México y Jamaica (1-0). En 2007, tuvo participación en la Copa Centroamericana. También en 2009, 2011 y 2013. En su segunda Copa de Oro, en junio de 2007, Quesada dirigió un partido entre México contra Honduras (1-2).
Quesada fue nombrado en el torneo clasificatorio para el Mundial de 2010 para nueve partidos. En la Copa Oro de 2011, fue dos veces árbitro central y en dos ocasiones cuarto árbitro. En julio de 2013, Quesada llevó cabo las semifinales de la Copa de Oro, entre Estados Unidos y Honduras (3-1, una tarjeta). Dos años más tarde, la CONCACAF se lo llevó en la selección de arbitraje para la Copa de Oro en 2015, su décimo torneo internacional de partidos. El 9 de julio de 2015, arbitró el partido de la fase de grupos entre la selección mexicano contra la cubana, donde el marcador final fue 6-0.
Wálter Quesada alcanzó la cifra de 43 partidos internacionales dirigidos, en el período entre 2003 y 2015.